# Exaereta istriaca
Exaereta istriaca är en fjärilsart som beskrevs av Hanan Bytinski-salz 1939. Exaereta istriaca ingår i släktet Exaereta och familjen tandspinnare. Inga underarter finns listade i Catalogue of Life.